# Trận chiến cuối cùng của thiết giáp hạm Bismarck
Trận chiến cuối cùng của thiết giáp hạm Bismarck diễn ra vào ngày 26-27 tháng 5 năm 1941 tại vùng biển Đại Tây Dương, cách khu vực Brest của Pháp khoảng 300 hải lý (560 km; 350 mi) về phía tây, giữa thiết giáp hạm Bismarck của Hải quân Đức Quốc Xã và các đơn vị không-hải lực của Hải quân Hoàng gia Anh. Trận chiến này không có tên chính thức dù đây là một trận chiến mang tính quyết định giữa các tàu chủ lực. Cuộc giao tranh này đã đánh dấu sự sụp đổ của Chiến dịch Rheinübung, một nỗ lực đánh chặn tuyến vận tải Đại Tây Dương tới Anh bằng hai tàu chủ lực của Đức, và kết thúc bằng việc Bismarck bị bắn chìm.
Trận chiến được chia thành bốn giai đoạn chính. Giai đoạn đầu tiên bắt đầu vào chiều muộn ngày 26 tháng 5 bằng các đợt không kích của hàng không mẫu hạm Ark Royal, đã vô hiệu hóa hệ thống lái của Bismarck, làm kẹt bánh của tàu ở góc rẽ và ngăn không cho Bismarck trốn thoát thành công. Giai đoạn hai diễn ra vào đêm 26/27 tháng 5 bằng các đợt giao tranh lẻ tẻ của các khu trục hạm của Anh và Ba Lan, và không gây ra được thiệt hại đáng kể cho hai bên. Giai đoạn 3 bắt đầu vào sáng ngày 27 tháng 5, bằng các cuộc tấn công của thiết giáp hạm King George V và Rodney cùng với lực lượng tuần dương hạm hỗ trợ. Sau khoảng 100 phút giao chiến, thiết giáp hạm Bismarck chìm bởi các tác động của đạn pháo, ngư lôi và được thủy thủ cố tình đánh đắm tàu. Thiết giáp hạm Rodney bị hư hại nhẹ bởi những phát đạn gần trúng từ Bismarck và chớp lửa quá lớn từ các khẩu pháo của nó. Người Anh chỉ cứu được hơn 100 thủy thủ của Bismarck trước khi phải rút lui vì phát hiện ra tàu ngầm Đức trong khu vực, bỏ lại hàng trăm người sống sót ở phía sau; thêm năm thủy thủ nữa được tàu ngầm Đức và tàu khí tượng cứu sống vào ngày hôm sau. Trong giai đoạn cuối cùng, các tàu chiến Anh bị máy bay của Không quân Đức Quốc Xã khi đang rút về căn cứ, và HMS Mashona đã bị đánh chìm trong cuộc không kích này.

## Bối cảnh

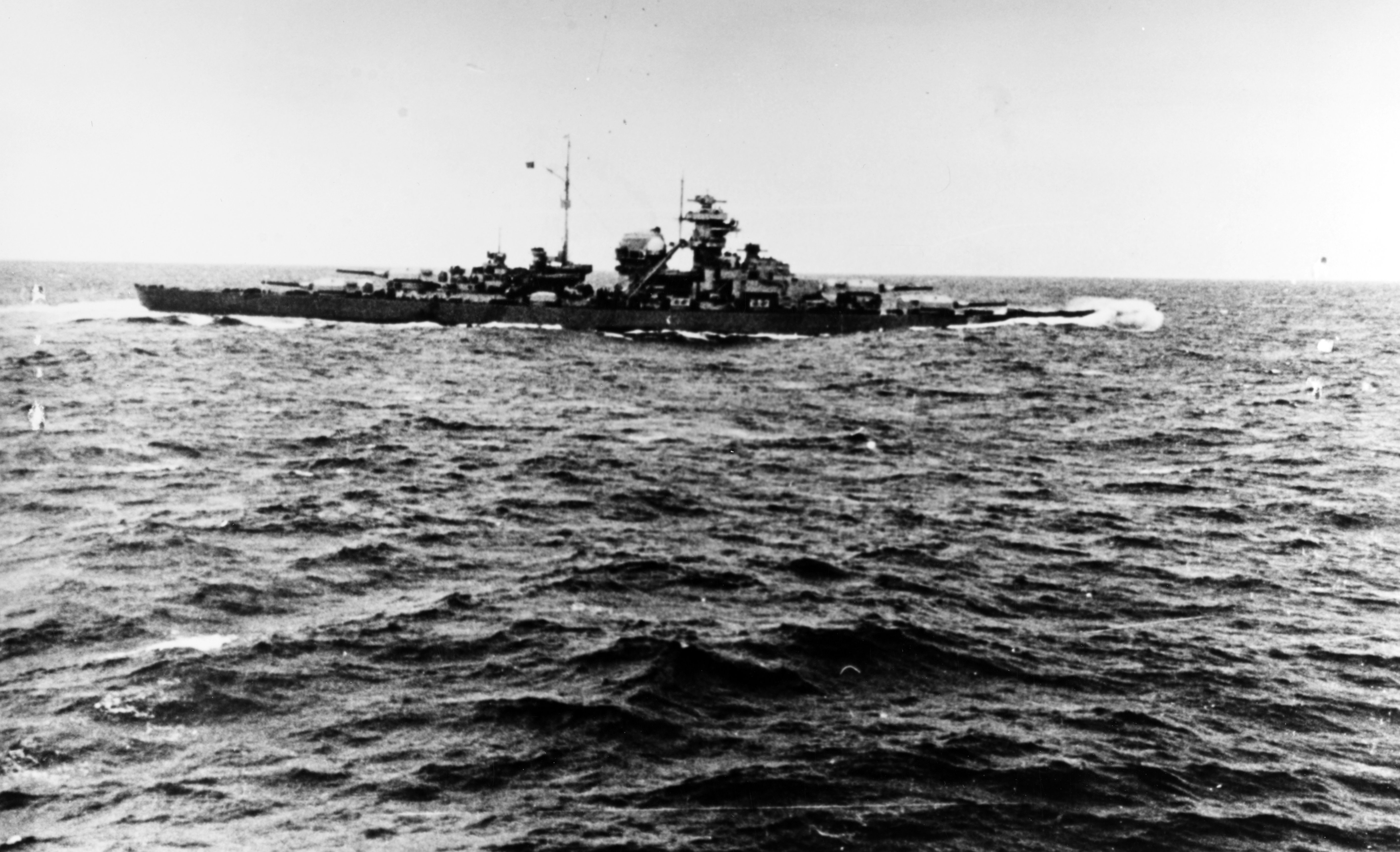
Thiết giáp hạm Bismarck sau trận chiến ngày 24 tháng 5 năm 1941

Dưới sự chỉ huy của Đô đốc Günther Lütjens, thiết giáp hạm Bismarck và tuần dương hạm hạng nặng Prinz Eugen, đã khởi hành ra Đại Tây Dương để làm nhiệm vụ tấn công đánh phá các đoàn tàu vận tải tới Anh. Đội tàu này bị một lực lượng được tách ra từ Hạm đội Nhà của Hải quân Hoàng gia Anh đánh chặn, dẫn đến trận chiến ở Eo biển Đan Mạch vào ngày 24 tháng 5. Trong trận đánh, Bismarck đã bắn chìm tàu chiến-tuần dương Hood và làm hư hại đáng kể thiết giáp hạm Prince of Wales. Tuy nhiên, con tàu cũng trúng một viên đạn trực diện từ thiết giáp hạm Prince of Wales vào khu vực mũi tàu, tạo một lỗ thủng lớn và khiến hơn 2.000 tấn nước tràn vào bên trong, làm hư hại đáng kể khoang chứa nhiên liệu và hệ thống động cơ của nó.

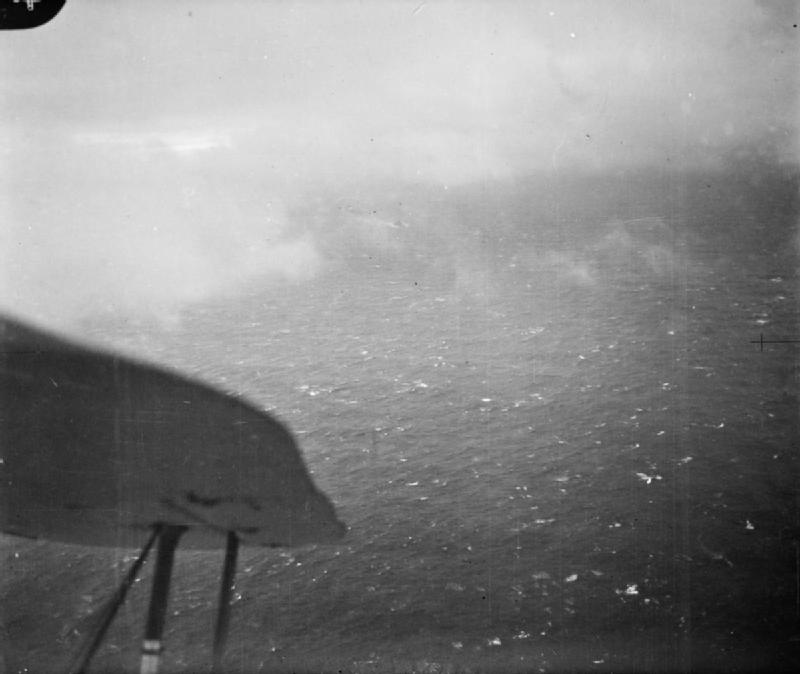
Thiết giáp hạm Bismarck nhìn từ một chiếc Fairey Swordfish thuộc Phi đoàn 825 của hàng không mẫu hạm Victorious. Ảnh chụp chạp tối ngày 24 tháng 5, không lâu trước khi nhóm máy bay này tấn công Bismarck bằng ngư lôi

Hải quân Hoàng gia Anh nhanh chóng huy động mọi tàu chiến của họ trong khu vực vào việc săn đuổi Bismarck. Trên đường rút lui, Prince of Wales hội quân với lực lượng của Chuẩn Đô đốc Frederic Wake-Walker, bao gồm hai tuần dương hạm hạng nặng Suffolk và Norfolk, và tiếp tục làm nhiệm vụ truy đuổi Bismarck. Khoảng 18:00 cùng ngày, ba con tàu giao chiến với Bismarck nhưng cả hai bên đều không gây được thêm thiệt hại nào cho đối phương. Tính đến thời điểm đó, Hải quân Hoàng gia Anh đã huy động 19 tàu chiến các loại tham gia vào cuộc săn lùng Bismarck, bao gồm sáu thiết giáp hạm và tàu chiến-tuần dương, hai hàng không mẫu hạm và các đơn vị tuần dương hạm, khu trục hạm khác. Đích thân Đô đốc John Tovey, Chỉ huy trưởng Hạm đội Nhà, trực tiếp chỉ huy lực lượng truy đuổi xuất phát từ Anh. Sau khi giao chiến với Prince of Wales, Đô đốc Lütjens cho Prinz Eugen tách ra khỏi đội hình để tiếp tục chiến dịch, và Bismarck sẽ quay về cảng ở Brest, Pháp để sửa chữa những hư hại trong trận chiến buổi sáng. Trước đêm ngày 24 tháng 5, một nhóm máy bay Fairey Swordfish thuộc Phi đoàn 825 của hàng không mẫu hạm Victorious đã tấn công Bismarck. Bismarck trúng một quả ngư lôi trong cuộc tấn công, và sức ép của vụ nổ, kết hợp với việc Bismarck đang cơ động với tốc độ cao, đã làm hỏng các miếng thép được thủy thủ đoàn vá tạm thời để ngăn chặn nước tràn vào trong (gây ra bởi phát đạn của Prince of Wales vào buổi sáng). Con tàu phải giảm tốc độ xuống còn còn 16 hải lý/giờ (30 km/h; 18 dặm/giờ) để làm giảm lượng nước tràn vào bên trong tàu và giúp các đội sửa chữa có thể khẩn trương khắc phục lại các thiệt hại cũ.
Sáng ngày 25 tháng 5, Lütjens ra lệnh cho con tàu tăng lên tốc độ tối đa nhằm mở rộng khoảng cách với các tàu chiến Anh. Bismarck nhanh chóng biến mất trên màn hình radar của Suffolk, khiến nhóm tàu Anh phải chuyển hướng di chuyển về phía tây để tìm kiếm Bismarck. Tuy nhiên, Lütjens không hề biết rằng mình đã cắt đuôi tàu chiến Anh thành công, nên ông đã cho phá vỡ im lặng điện đài và gửi đi nhiều thông điệp vô tuyến về đất liền để yêu cầu hỗ trợ. Các thông điệp này đã được tình báo Anh bẻ mã được và được cung cấp cho tàu chiến Anh dùng để định vị lại vị trí của Bismarck. Vấn đề nhiên liệu cũng khiến việc truy đuổi Bismarck của người Anh và bản thân Bismarck trong cuộc rút chạy gặp nhiều trở ngại. Do đó, Lütjens đã cho Bismarck duy trì tốc độ 21 knot thay vì tốc độ tối đa để tiết kiệm nhiên liệu. Các tàu chiến Anh của Hạm đội Nhà là Prince Of Wales, Repulse, Victorious và năm tuần dương hạm cũng phải hủy bỏ nhiệm vụ để quay về căn cứ, chỉ còn lại King George V, Rodney và Norfolk là còn đủ nhiên liệu để tiếp tục truy đuổi. Chi hạm đội Khu trục hạm số 4 của Đại tá Philip Vian, bao gồm năm khu trục hạm của Anh (Cossack, Sikh, Maori và Zulu) và một khu trục hạm của Ba Lan (Piorun), được lệnh tách ra khỏi Đoàn vận tải WS-8B và di chuyển về hỗ trợ thiết giáp hạm King George V.
Khoảng 10:30 sáng ngày 26 tháng 5, một thủy phi cơ PBY Catalina thuộc Phi đoàn 209 của Bộ tư lệnh Duyên hải Anh đã phát hiện ra Bismarck nhờ vệt dầu loang của nó. Con tàu cách Brest khoảng 1.280 km về phía tây bắc, và với tốc độ hiện tại của Bismarck, nó có thể tiến đủ gần về khu vực nằm trong tầm hoạt động của tàu ngầm U-boat và Không quân Đức Quốc Xã trong vòng không đến một ngày. Đơn vị Anh ở gần với Bismarck nhất là tàu chiến-tuần dương Renown và nhóm tác chiến của hàng không mẫu hạm Ark Royal. Trước 09:00, hàng không mẫu hạm Ark Royal bắt đầu phóng máy bay trinh sát và họ phát hiện ra Bismarck nửa tiếng sau đó. Sau khi nhận được thông tin từ chiếc Catalina, Đại tá Vian đã cho Chi hạm đội 4 của ông tiến thẳng về Bismarck thay vì gia nhập với thiết giáp hạm King George V như ban đầu.

## Lực lượng hai bên

### Đức Quốc Xã
- Thiết giáp hạm Bismarck

### Đồng Minh

#### Trong trận chiến cuối cùng
- Thiết giáp hạm: Rodney và King George V
- Tuần dương hạm hạng nặng: Norfolk và Dorsetshire

#### Hỗ trợ, không tham gia vào trận chiến cuối cùng
- Chi hạm đội Khu trục hạm 14
  - Khu trục hạm Cossack, Sikh, Zulu, Maori (Anh)
  - Khu trục hạm Piorun (Ba Lan)
- Lực lượng H
  - Hàng không mẫu hạm Ark Royal
  - Tàu chiến-tuần dương Renown
  - Khu trục hạm Mashona, Tartar, Maori

## Diễn biến

### Giai đoạn 1:Ark Royalvô hiệu hóaBismarck

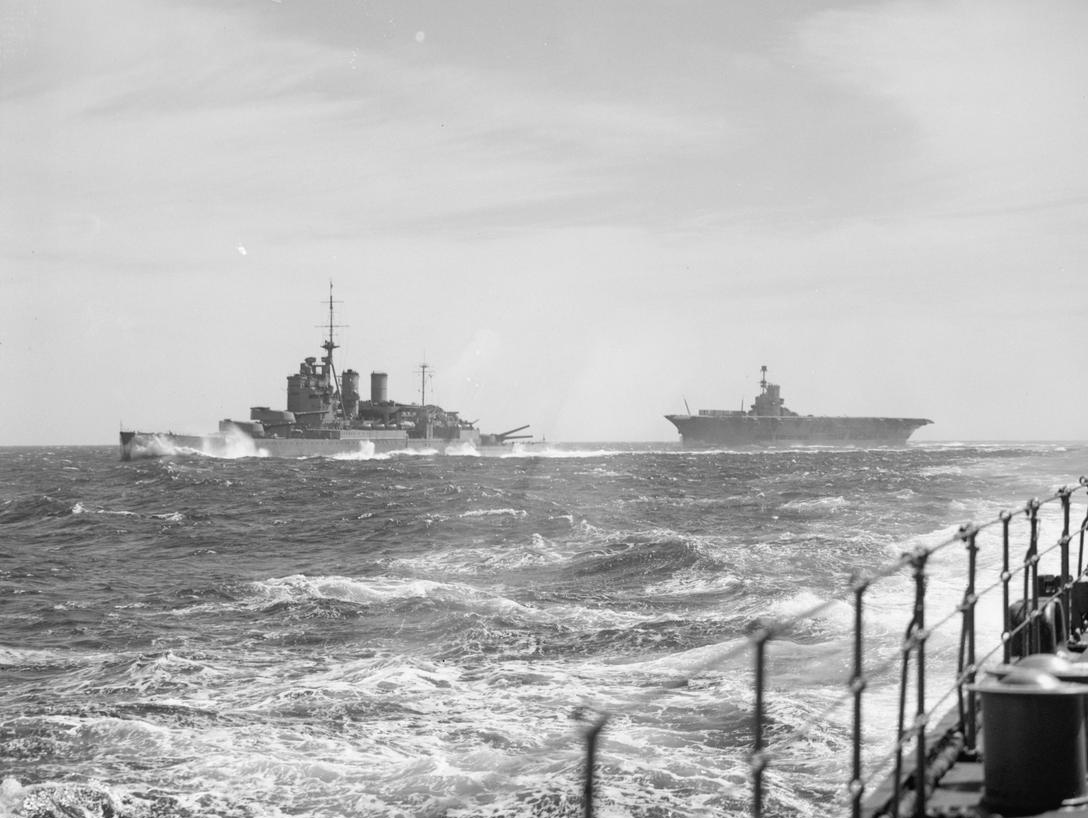
Tàu chiến-tuần dương Renown và hàng không mẫu hạm Ark Royal của Lực lượng H đang truy đuổi Bismarck

Lúc 14:50 ngày 26 tháng 5, Ark Royal phóng 15 chiếc Swordfish làm nhiệm vụ tấn công Bismarck. Tuy vậy, trước khi xuất kích, các phi công Swordfish không được thông báo rằng tuần dương hạm Sheffield đã được tách ra để bám đuôi Bismarck. Họ chỉ biết là không có tàu chiến đồng minh nào khác ở khu vực tấn công. Thời tiết xấu đã khiến các phi công Swordfish nhận dạng nhầm và vô tình tấn công chiếc Sheffield. May mắn là trong đợt đầu tiên, nhóm Swordfish được trang bị loại ngư lôi dùng kíp nổ từ tính kiểu mới. Chúng tỏ ra là thiếu hiệu quả khi nhiều quả đã bị xịt khi đâm vào Sheffield, và Sheffield đã né được những quả ngư lôi còn lại. Sau khi quay trở lại Ark Royal, những chiếc Swordfish được tái vũ trang bằng ngư lôi với kíp nổ tiếp xúc thông thường, và đợt tấn công thứ hai bao gồm 15 máy bay thuộc Phi đoàn 820 được tung ra lúc 19:10. Đến 19:50, Lực lượng H bị tàu ngầm U-556 phát hiện, nhưng U-556 không thể tấn công vì đã dùng hết số ngư lôi hiện có, dù con tàu có một góc bắn rất tốt.
Dù được Sheffield chỉ dẫn cụ thể về vị trí của Bismarck, phải đến 20:30, 15 máy bay Swordfish của Ark Royal mới phát hiện ra Bismarck và bắt đầu tấn công. Bismarck dùng pháo chính và dàn pháo phụ để bắn trả cuộc tấn công. Do Swordfish bay rất thấp và chậm, nên các pháo thủ của Bismarck đã hạ pháo bắn thẳng xuống mặt biển để tạo những cột nước lớn nhằm đốn hạ những chiếc máy bay đang tiếp cận Bismarck. Tuy vậy, máy bay Anh vẫn cắt ngư lôi thành công, và ít nhất ba quả đã được phóng trúng Bismarck. Một quả trong số đó phát nổ ở khu vực đuôi tàu và làm kẹt bánh lái của Bismarck ở góc 12° về phía bên phải. Hư hại do quả ngư lôi gây ra nặng nề tới mức thủy thủ đoàn của Bismarck không thể sửa chữa được, và con tàu bắt đầu chạy theo hình vòng tròn, quay đầu về phía các tàu chiến Anh đang truy đuổi phía sau.

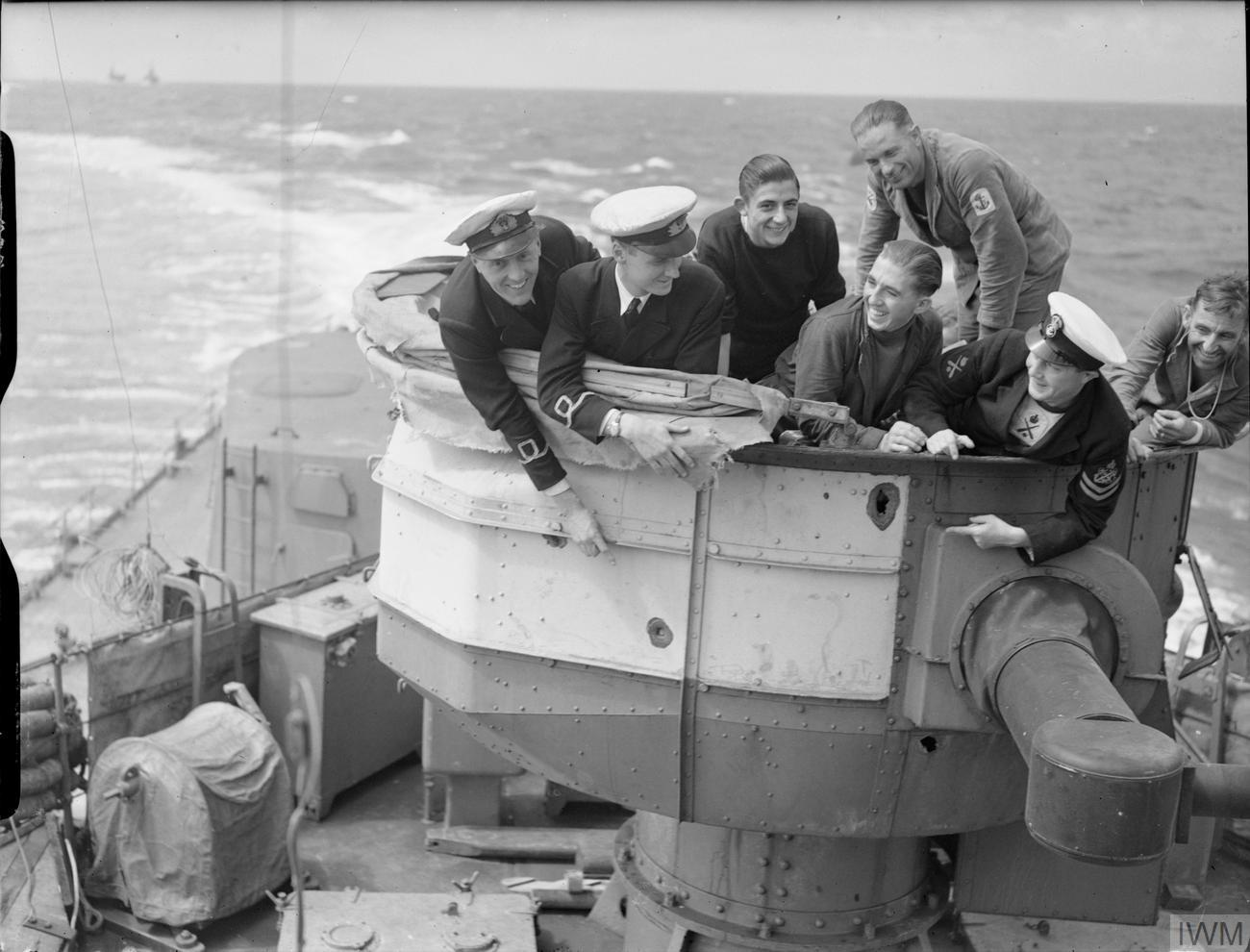
Thiệt hại gây ra bởi những mảnh đạn pháo của Bismarck trên máy dẫn bắn đuôi của Sheffield

Sau khi cuộc không kích kết thúc, Bismarck khai hỏa dàn pháo chính vào chiếc Sheffield. Loạt đạn đầu tiên lệch khỏi Sheffield khoảng một dặm, nhưng loạt thứ hai đã phát nổ ngay xung quanh con tàu và khiến con tàu chìm trong mưa mảnh pháo, làm ba thủy thủ thiệt mạng và hai người khác bị thương. Bismarck bắn thêm bốn loạt nữa nhưng không trúng đích, và Sheffield nhanh chóng xả khói rút lui. Khoảng 22:00, Sheffield gặp Chi hạm đội Khu trục hạm số 4 của Đại tá Vian.
Thiết giáp hạm King George V và Rodney gặp nhau vào khoảng 18:00 và tiến về chỗ Bismarck từ hướng tây bắc; tuần dương hạm hạng nạng Dorsetshire di chuyển từ hướng tây; Norfolk và tuần dương hạm hạng nhẹ Edinburgh cũng tiếp cận từ phía tây bắc nhưng di chuyển độc lập, nhưng Edinbrugh phải hủy bỏ nhiệm vụ truy đuổi vì thiếu nhiên liệu, nên chỉ còn Norfolk khi con tàu thiết lập được vị trí tấn công ở hướng bắc. Trong khi đó, Chi hạm đội 4 của Đại tá Vian vòng về phía nam, tây nam để tạo đội hình tấn công quấy rối Bismarck từ đêm đến rạng sáng. Sau khi hoàn thành việc thu hồi máy bay, Ark Royal và Lực lượng H di chuyển về hướng bắc, nhưng đã đổi lộ trình về phía nam trong đêm để giữ khoảng cách với Bismarck.
Với bánh lái mạn trái không thể vận hành hiệu quả, Bismarck giờ đây đang di chuyển trên một vòng tròn rộng, không thể thoát khỏi lực lượng của Đô đốc Tovey. Mặc dù việc thiếu hụt nhiên liệu đã làm giảm số tàu chiến sẵn có của phía Anh, nhưng hạm đội Anh vẫn còn rất mạnh, với hai thiết giáp hạm và hai tuần dương hạm hạng nặng đang tiến thẳng về Bismarck. Vào 23:40 ngày 26 tháng 5, Đô đốc Lütjens cho gửi một đoạn tin về Bộ Tổng chỉ huy Hải quân phía Tây, "Con tàu không thể cơ động. Chúng tôi sẽ chiến đấu tới viên đạn cuối cùng. Führer muôn năm."

### Giai đoạn 2: Khu trục hạm của Vian tấn công

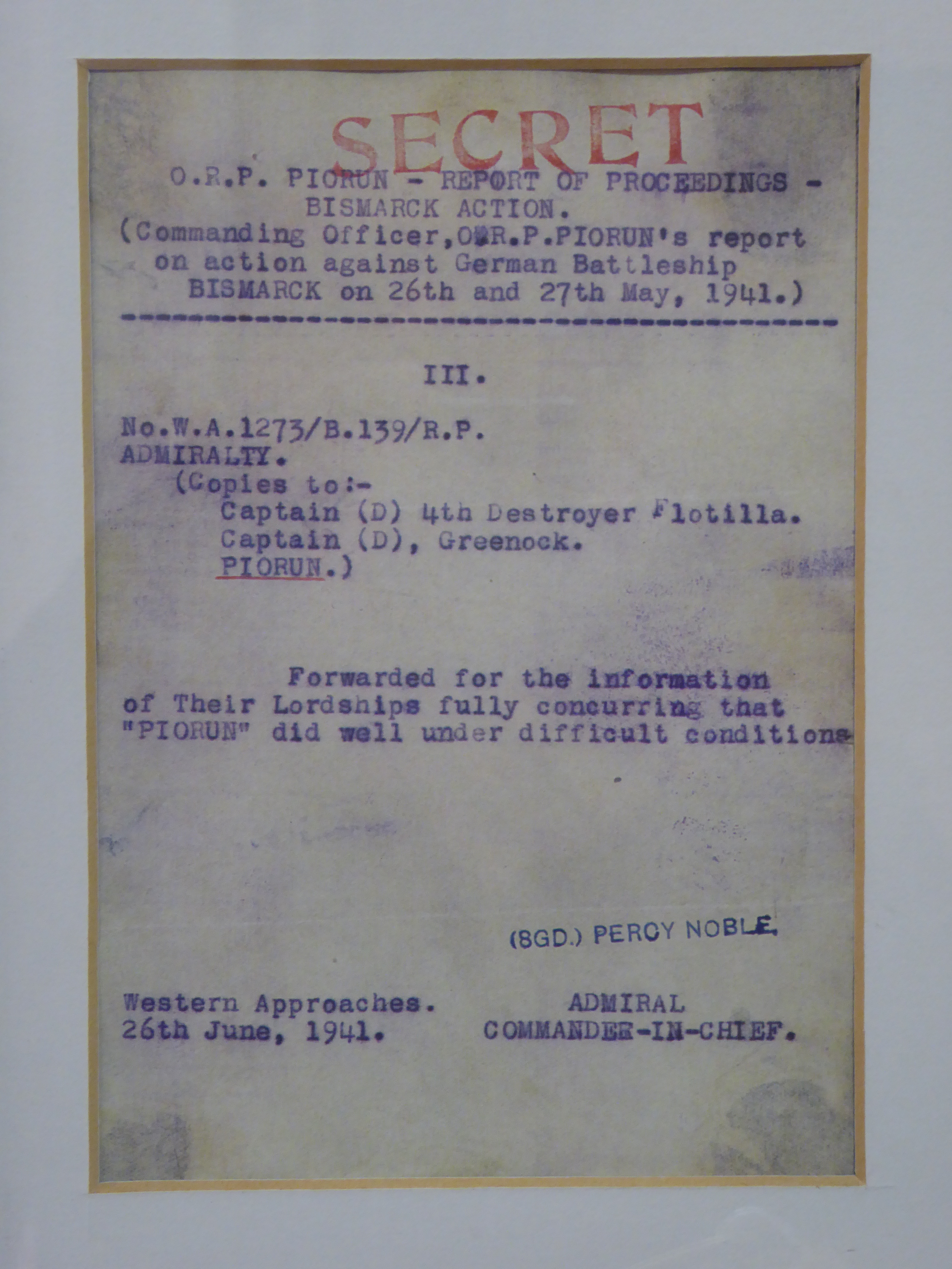
Báo cáo của Trung tá Eugeniusz Pławski - thuyền trưởng khu trục hạm ORP Piorun sau trận chiến ngày 26-27 tháng 8 năm 1941

Lúc 22:38 ngày 26 tháng 5, khu trục hạm Maori và Piorun phát hiện ra Bismarck. Piorun liều lĩnh tấn công đầu tiên trong sự bất ngờ của người Anh. Vào 22:50, thuyền trưởng của Piorun - Trung tá Eugeniusz Pławski, đã cho đánh tín hiệu đèn không mã hóa tới Bismarck,
| “ | Tao là người Ba Lan. | ” |

Piorun áp sát Bismarck và hai con tàu đấu pháo nhau dữ dội. Do thời tiết xấu và tầm nhìn kém nên không phát đạn nào được bắn trúng, và Piorun sau đó lạc khỏi Bismarck. Piorun được lệnh rút khỏi khu vực trước khi kịp sử dụng ngư lôi do không còn đủ nhiên liệu để chạy.
Theo sau Piorun là các cuộc tấn công quấy phá dồn dập kéo dài từ 22:38 đến 06:56 sáng ngày 27 tháng 5. Các khu trục hạm Cossack, Maori, Zulu và Sikh đã bắn tổng cộng mười sáu quả ngư lôi vào Bismarck nhưng không quả nào trúng đích. Bismarck phản pháo mãnh liệt, với một quả đạn đã cắt đứt cột ăng-ten của Cossack, và ba quả đạn khác nổ sát khu trục hạm Zulu, khiến ba thủy thủ của nó bị thương. Đến 02:30, Đô đốc Tovey ra lệnh cho các khu trục hạm bắn pháo sáng liên tục đến 03:00 để đánh dấu vị trí giao tranh cho các thiết giáp hạm Anh. Các cuộc tấn công này đã gây ảnh hưởng xấu tới tinh thần của thủy thủ Đức và khiến họ càng thêm mệt mỏi hơn sau hơn bốn ngày trực chiến liên tục.
Vào khoảng 05:00-06:00, Lütjens ra lệnh phóng một thủy phi cơ Arado 196, đem theo nhật ký hải trình của tàu cùng những thước phim quay lại cuộc đối đầu với Hood và những tài liệu quan trọng khác về Pháp. Tuy nhiên, máy phóng thủy phi cơ đã bắn bị hỏng bởi một quả đạn của thiết giáp hạm Prince of Wales vào ngày 24, và chiếc thủy phi cơ sau đó bị đẩy xuống biển để tránh nguy cơ bị phát nổ trong trận chiến. Đến 07:10, Lütjens gửi yêu cầu một tàu ngầm U-Boat có mặt tại vị trí của Bismarck để chuyển giao tài liệu quan trọng. Tàu ngầm U-556 được giao nhiệm vụ này, nhưng U-556 không nhận được tín hiệu trên do con tàu đang trong trạng thái lặn. Công việc sau đó được giao cho tàu ngầm U-74, nhưng khi con tàu đến nơi thì Bismarck đã chìm.

### Giai đoạn 3:Bismarckbị đánh chìm
Khi các tàu chiến Anh đang dần áp sát vị trí của Bismarck, Đô đốc Tovey đưa ra chỉ thị cho trận chiến sắp tới. Đầu tiên, ông cho tàu chiến-tuần dương Renown án ngữ xung quanh Bismarck trong phạm vi 17 dặm, không cho phép con tàu tham chiến vì Tovey không muốn mạo hiểm để lặp lại thảm họa như đối với chiếc Hood. Tovey cho thiết giáp hạm Rodney tiến cận ở khoảng cách 14 km càng nhanh càng tốt, có quyền tự do di chuyển nhưng phải phối hợp với thiết giáp hạm King George V. Bình minh ngày 27 tháng 5, trời xám xịt, tầm nhìn kém, biển động mạnh và gió thổi từ hướng tây bắc. Do đó, Tovey đã hoãn cuộc tấn công vào bình minh đến khi thời tiết đẹp hơn và cho hạm đội vòng về hướng tây bắc để thiết lập đội hình tấn công. Tuần dương hạm Norfolk là con tàu đầu tiên phát hiện ra Bismarck vào sáng ngày 27 tháng 5. Ban đầu do tầm nhìn kém, nên Norfolk đã không xác định được con tàu và đã cho nháy đèn tín hiệu liên tục tới khi nhận ra đó là Bismarck. Norfolk nhanh chóng vòng lại để liên lạc với hạm đội của Đô đốc Tovey.

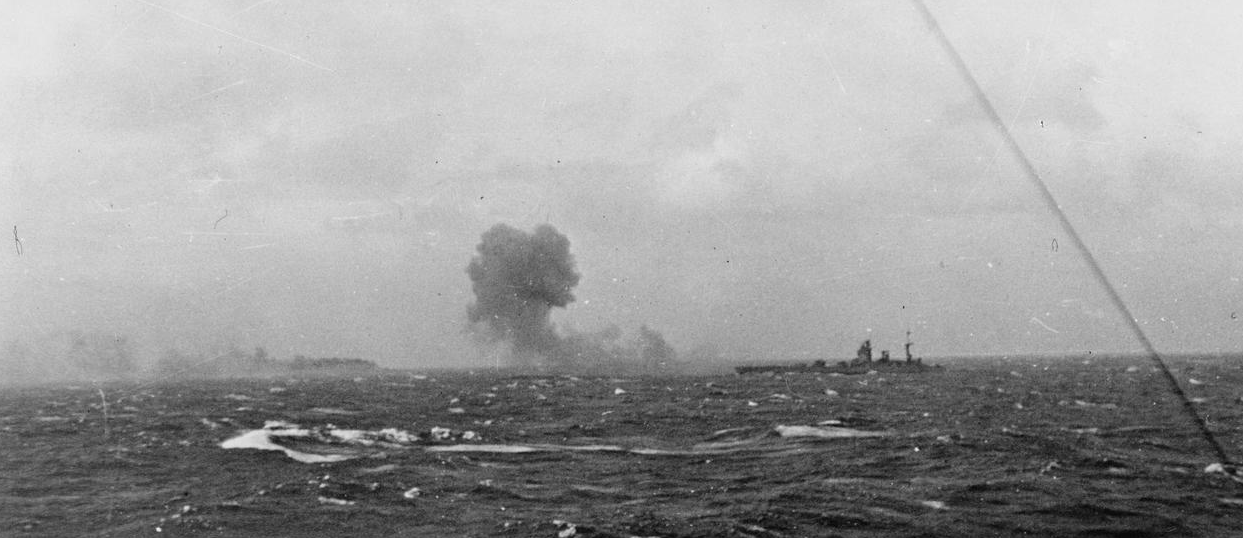
Thiết giáp hạm Rodney đang nã pháo vào Bismarck, 27 tháng 5 năm 1941

Lúc 08:43, hoa tiêu trên thiết giáp hạm King George V phát hiện ra Bismarck cách đó 23 km; Rodney nổ súng đầu tiên lúc 08:47, theo sau bởi các khẩu pháo của King George V. Do bị hỏng hệ thống lái, nên các khẩu pháo của Bismarck không thể bắn hiệu quả do con tàu di chuyển một cách bất ổn định, và bị phức tạp hơn bởi điều kiện thời tiết xấu. Dù vậy, lúc 08:50, Bismarck phản pháo tàu chiến Anh bằng hai tháp pháo Anton và Bruno. Đến 09:02, Bismarck trúng một loạt đạn pháo 406 mm của Rodney vào đài chỉ huy và tháp dẫn bắn của nó, làm thiệt mạng phần lớn các sĩ quan cao cấp của tàu, đồng thời hai tháp pháo Anton và Bruno cũng bị vô hiệu hóa bởi bởi loạt đạn này. Nửa tiếng sau, hai tháp pháo 380 mm còn lại của Bismarck (Caesar và Dora) cũng bị phá hủy. Norfolk và Dorsetshire thu hẹp khoảng cách và nã pháp 203 mm vào Bismarck. Vào khoảng 09:10, Norfolk bắn bốn quả ngư lôi và Rodney bắn sáu quả ở khoảng cách 10 km về Bismarck, nhưng không được xác nhận bắn trúng.

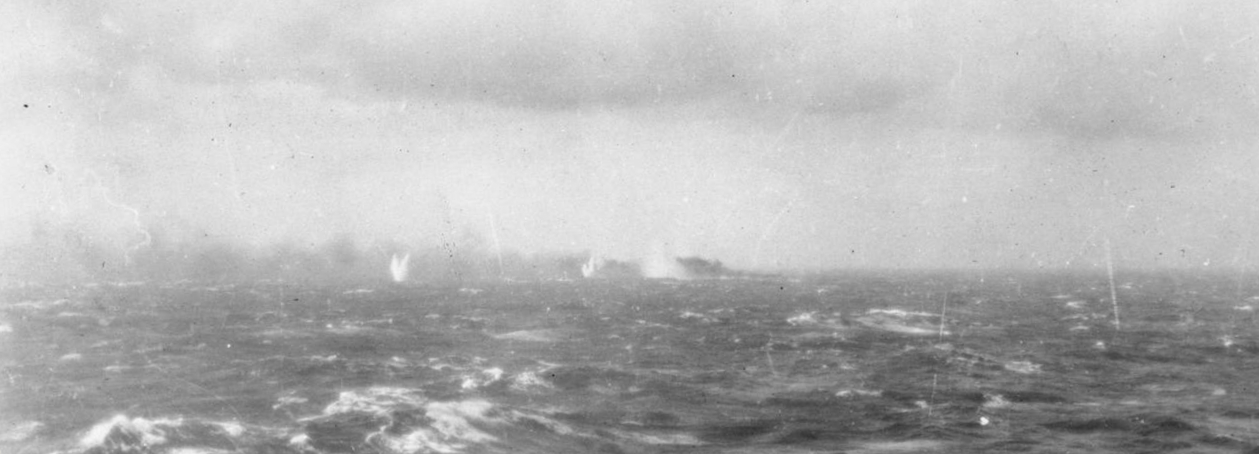
Bismarck bốc cháy và chìm trong biển đạn của tàu chiến Anh, 27 tháng 5 năm 1941

Vào 09:31, với việc Bismarck không còn khả năng chiến đấu, Trung tá Hans Oels, sĩ quan cấp cao nhất của Bismarck còn sống sót, đã cho ngừng toàn bộ hoạt động kiểm soát thiệt hại, mở toàn bộ cửa kín nước để tổ vận hành ở khoang máy chuẩn bị đặt thuốc nổ phá hủy tàu, và ra lệnh bỏ tàu. Oels chạy dọc con tàu để truyền lại mệnh lệnh trên tới những người mà ông gặp, tới khi một viên đạn 356 mm từ King George V bắn trúng phòng ăn phía sau của Bismarck vào lúc 10:00, cướp đi sinh mạng của Oels cùng hơn trăm thủy thủ khác đang tập trung ở đó. Đại úy Gerhard Junack, sĩ quan cấp cao nhất của tổ vận hành động cơ còn sống sót, đã cho cài dây cháy chín phút vào khối thuốc nổ trong phòng động cơ. Do hệ thống liên lạc của Bismarck đã bị sập nên Junack phải cử một người đưa tin chạy lên đài chỉ huy xác nhận lệnh châm dây cháy cho thuốc nổ. Không thấy người đưa tin quay trở lại, Junack đã châm cháy dây và ra lệnh cho đội kỹ thuật của ông rời tàu.
Cũng trong khoảng thời gian trên, Rodney bắt đầu áp sát ở khoảng cách 2,7 km để bắn phá hệ thống thượng tầng của Bismarck. King George V vẫn duy trì ở khoảng cách xa để giúp các viên đạn của tàu có góc rơi và xuyên tốt hơn. Lúc 10:05, Rodney bắn bốn quả ngư lôi về phía Bismarck, tuyên bố một quả bắn trúng đích.
Khoảng 10:15, Rodney và King George V ngừng bắn, và Bismarck, lúc này đã bị vô hiệu hóa hoàn toàn, nghiêng 20° về bên trái, chìm trong biển lửa. Dù các tàu chiến Anh đang rơi vào tình trạng thiếu nhiên liệu trầm trọng, nhưng Bismarck vẫn chưa chìm. Vào khoảng 10 giờ 20 phút, Tovey ra lệnh cho Dorsetshire tiếp cận và phóng ngư lôi vào con tàu Đức, trong khi  King George V và Rodney dần rút khỏi khu vực giao chiến. Chiếc tuần dương hạm phóng hai quả ngư lôi vào mạn phải của Bismarck, trong đó một quả đã trúng đích, rồi nó vòng qua mạn trái phóng tiếp một quả khác cũng trúng đích. Khoảng 10:35, độ nghiêng của Bismarck gia tăng đáng kể; con tàu lật úp và chìm với đuôi chìm trước, biến mất khỏi mặt biển lúc 10:40.

### Giai đoạn 4:Luftwaffetấn công
Do thời tiết ngày 26 tháng 5 rất xấu, nên Không quân Đức Quốc Xã không thể cất cánh hỗ trợ Bismarck. Chỉ có một vài chiếc Focke-Wulf Fw 200 Condor cất cánh làm nhiệm vụ trinh sát, và phát hiện ra thiết giáp hạm Rodney. Vào ngày 27, một đội bay Heinkel He 111 tấn công Lực lượng H nhưng không quả bom nào được ném trúng. Sang ngày 28, khu trục hạm Mashona và Tartar bị máy bay Đức tấn công khi đang trên đường rút về Bắc Ireland. Lúc 09:00, Mashona trúng một quả bom vào phòng động cơ của tàu, khiến 46 thủy thủ thiệt mạng và thủy thủ đoàn phải bỏ tàu. Khu trục hạm Tartar cứu được 184 người sống sót và xác của Mashona bị bắn chìm bởi một nhóm khu trục hạm của Hải quân Hoàng gia Canada vào buổi chiều cùng ngày.

## Giải cứu người sống sót

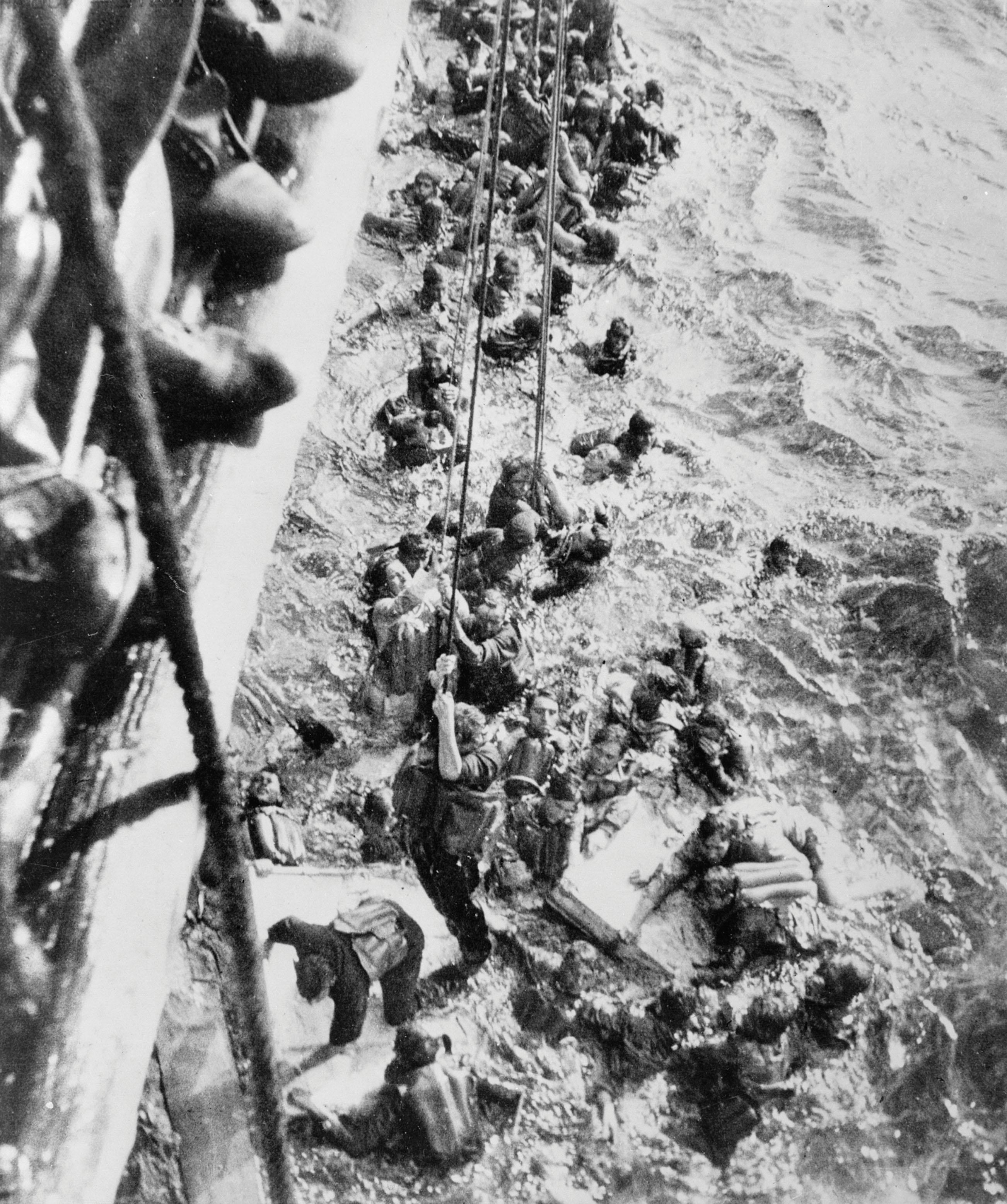
Những thủy thủ sống sót của Bismarck đang được vớt lên chiếc Dorsetshire, 27 tháng 5 năm 1941

Với hàng trăm người sống sót ở trên mặt nước, Dorsetshire và khu trục hạm Maori tiến đến gần và thả dây thừng để kéo những người sống sót lên tàu. Vài thủy thủ của Dorsetshire thậm chí đã nhảy xuống biển để hỗ trợ đưa những thủy thủ Đức bị thương lên tàu. Tuy nhiên, lúc 11:40, thuyền trưởng của Dorsetshire ra lệnh ngừng mọi nỗ lực giải cứu sau khi một hoa tiêu báo cáo phát hiện ra một thứ mà họ nghĩ là tàu ngầm U-boat. Dorsetshire đã vớt được 85 người và Maori được 25 người vào lúc chúng rời khỏi hiện trường. Tàu chiến của Tovey trở về Anh với 110 người sống sót của Bismarck; một người trong số đó, Gerhard Lüttich, đã không qua khỏi vì vết thương quá nặng, và anh được thủy thủ đoàn của Dorsetshire tổ chức an táng trên biển với đầy đủ nghi lễ của quân đội. Tàu ngầm U-74 cứu được ba người lúc 19:30, và hai người nữa được tàu quan sát khí tượng Sachsenwald cứu vớt vào khoảng 22:45 ngày 28 tháng 5. Tuần dương hạm Canarias của Hải quân Tây Ban Nha cũng có mặt tại khu vực sau trận đánh nhưng không tìm thấy người sống sót. Trong tổng số thủy thủ đoàn hơn 2.200 người, chỉ có 114 người sống sót.

## Sau trận đánh
Sau khi Bismarck bị đánh chìm, Đô đốc John Tovey đã phát biểu rằng, 
| “ | Tàu Bismarck đã dũng cảm chiến đấu chống lại những điều bất khả thi nhất, xứng đáng với truyền thống xưa của Hải quân Đế quốc Đức, và con tàu đã chìm xuống với niềm tự hào của nó. | ” |

Hội đồng Bộ Hải quân Hoàng gia đã cho gửi đi một bức thư tới những cá nhân đã tham gia vào trận đánh này như sau,
| “ | Đệ nhất Đại thần gửi lời chúc mừng tới Chỉ huy trưởng Hạm đội Nhà và tất cả những cá nhân có đóng góp trong cuộc truy đuổi không ngừng và tiêu diệt thành công tàu chiến mạnh mẽ nhất của kẻ thù. Sự ra đi của H.M.S. Hood và những người thủy thủ, vốn vô cùng thương tiếc, đã được báo thù, và hoạt động thương mại của chúng ta với các Đồng Minh qua Đại Tây Dương đã được đảm bảo hơn. Từ những thông tin sẵn có, chắc chắn rằng nếu không có sự dũng cảm, kỹ năng và sự tận tâm với nhiệm vụ của Không lực Hải quân Hoàng gia trên Victorious và Ark Royal, thì mục tiêu của chúng ta có thể đã không đạt được. | ” |

Không hay biết về số phận của Bismarck, Bộ Tổng chỉ huy Hải quân phía Tây vẫn tiếp tục gửi đi những thông báo tới Bismarck trong nhiều giờ tiếp theo, tới khi báo Reuters đưa tin từ Anh rằng con tàu đã bị đánh chìm. Vào chiều ngày 27 tháng 5, Viện Thứ dân được thông báo về việc Bismarck đã bị đánh chìm.